# Chích đuôi xám
Phylloscopus reguloides là một loài chim trong họ Phylloscopidae.